# Battaglia del Canale della Mona
La battaglia del Canale della Mona fu uno scontro minore della guerra anglo-francese, svoltosi il 19 aprile 1782 nelle acque del Canale della Mona tra le isole di Hispaniola e Porto Rico.
La battaglia vide una squadra navale britannica guidata dal contrammiraglio Samuel Hood sorprendere una formazione di navi francesi impegnate a ritirarsi dopo i danni patiti nella precedente battaglia delle Saintes: superiori in numero e qualità, le navi britanniche ebbero ben presto ragione delle unità francesi che furono tutte catturate.

## Antefatti
Dopo la vittoriosa conclusione della campagna di Yorktown nell'ottobre 1781, la flotta francese dell'ammiraglio François Joseph Paul de Grasse inviata a prestare sostegno ai ribelli americani nella loro guerra d'indipendenza dalla Gran Bretagna si trasferì nella regione dei Caraibi per portare avanti ulteriori azioni contro il nemico. Tra il 9 e il 12 aprile 1782 una flotta britannica sotto l'ammiraglio George Brydges Rodney aveva inflitto una sconfitta ai danni della squadra navale di de Grasse nella battaglia delle Saintes, frustrando i piani francesi per una spedizione anfibia contro la colonia britannica della Giamaica; il contrammiraglio Samuel Hood aveva combattuto agli ordini di Rodney in questo scontro, e fu duramente critico nei confronti del suo superiore per non aver inseguito con decisione il nemico in ritirata e aver completato così la vittoria catturando i vascelli rimasti danneggiati. Dopo lo scontro la flotta britannica fece vela per la Giamaica, da dove Rodney distaccò una squadra navale agli ordini di Hood per dare la caccia a ogni unità francese danneggiata che cercasse di scappare dal teatro di guerra; la squadra di Hood, composta da dieci vascelli, una fregata e un brulotto, fece quindi vela alla volta delle acque di Saint-Domingue, la più vicina colonia francese.
La Caton, un grosso vascello francese da 64 cannoni, era rimasto danneggiato durante la fase iniziale della battaglia delle Saintes il 9 aprile, mentre il pari tipo Jason aveva riportato gravi danni il 10 aprile quando era entrato in collisione con il vascello Zélé; le due navi erano state quindi distaccate dalla flotta di de Grasse e inviate a nord alla volta del porto di Cap-Français per le necessarie riparazioni, sotto la scorta delle fregate Astrée e Aimable e della corvetta Ceres.

## La battaglia
Il 19 aprile 1782 la squadra francese si trovava a transitare per il Canale della Mona quando fu avvistata dalle navi di Hood. Hood si lanciò subito all'inseguimento dei francesi, potendo contare sul fatto che le navi britanniche erano molto più veloci di quelle francesi sia perché queste ultime erano danneggiate, sia perché lo scafo dei vascelli della Royal Navy era ricoperto di placche di rame che garantivano una migliore protezione dalla marcescenza del legno data dall'acqua marina e dall'azione delle teredini. In breve tempo il vascello da 74 cannoni HMS Valiant raggiunse e abbordò tanto il Jason quanto il Caton, che furono catturati al prezzo di soli quattro morti e sei feriti da parte britannica; contemporaneamente, il vascello HMS Magnificent abbordò e catturò la fregata Aimable al prezzo di quattro morti e otto feriti, mentre la fregata da 24 cannoni HMS Champion abbordava la pari tipo francese Astrée che tuttavia fu in grado di disimpegnarsi e ritirarsi senza aver subito grossi danni. Anche la corvetta Ceres fu presa dai britannici.
Le navi catturate nello scontro furono rimesse in servizio con la Royal Navy. La Jason divenne la HMS Argonaut e rimase in servizio fino al 1831, mentre la Caton fu impiegata come nave prigione e nave ospedale nel corso delle guerre napoleoniche; la Aimable divenne la HMS Aimable e servì nella Royal Navy fino al 1811, mentre la Ceres, già unità britannica catturata dai francesi nel 1778, fu rimessa in servizio come HMS Raven, catturata nuovamente dai francesi nel gennaio 1783 e infine demolita nel 1791.

## Ordine di battaglia
Royal Navy:
Contrammiraglio Samuel Hood
- Barfleur - vascello da 98 cannoni, Capt. John Knight (nave ammiraglia)
- Alfred - vascello da 74 cannoni, Capt. Thomas Dumaresq
- Belliqueux - vascello da 64 cannoni, Capt. Andrew Sutherland
- Magnificent - vascello da 74 cannoni, Capt. Robert Linzee
- Monarch - vascello da 74 cannoni, Capt. Francis Reynolds
- Montagu - vascello da 74 cannoni, Capt. George Bowen
- Prince William - vascello da 64 cannoni, Capt. George Wilkinson
- Valiant - vascello da 74 cannoni, Capt. Samuel Goodall
- Warrior - vascello da 74 cannoni, Capt. James Wallace
- Yarmouth - vascello da 60 cannoni, Capt. Anthony Parrey
- Champion - fregata da 24 cannoni, Capt. Thomas West
- Alecto - brulotto da 12 cannoni

 Marine royale:
- Caton - vascello da 64 cannoni, Capt. de Framont
- Jason - vascello da 64 cannoni - Capt. de la Marthonie
- Astrée - fregata da 36 cannoni
- Aimable - fregata da 32 cannoni, Cmdt. de Suzannet
- Ceres - corvetta da 18 cannoni, Cmdt. de Paroy